# Leoni neri
I Leoni neri (Tikura Anbessa) furono un movimento di resistenza antifascista formatosi alla fine della guerra d'Etiopia (1935-1936) per combattere contro l'occupazione italiana dell'Etiopia.
Pur avendo vita breve e un impatto marginale sulla resistenza etiope, i Leoni neri cercarono di unire i patrioti etiopi compiendo "eloquenti tentativi di dare alla lotta una direzione ideologica e politica coerente".
Fra le azioni dei Leoni neri si ricorda l'eccidio di Lechemti,  dove trovarono la morte 12 italiani, tra cui l'aviatore dannunziano Antonio Locatelli.

## Storia
Il movimento dei Leoni neri venne fondato nell'Etiopia occidentale dai cadetti della scuola militare di Oletta e giovani studenti etiopi che avevano frequentato le università all'estero, guidati dal veterinario chirurgo Alamawarq Bayyana, il quale aveva studiato nel Regno Unito. Tra i membri del movimento, che avevano criticato l'imperatore Hailé Selassié per aver abbandonato il proprio paese, vi furono i colonnello Belay Hayla-Ab (già ufficiale presso l'accademia di Oletta), Abebe Aregai ed Yilma Deressa
L'organizzazione si era data un decalogo, in cui fra l'altro veniva affermata la supremazia della sfera politica su quella militare, condannava i maltrattamenti dei contadini e dei prigionieri di guerra, sollecitava a preferire la morte piuttosto che la cattura da parte del nemico e prevedeva l'assoluta fedeltà all'imperatore fino alla fine.
I Leoni neri convinsero il ras Immirù Hailé Selassié ad entrare nel movimento e a guidare una forza di resistenza verso Addis Abeba. Tuttavia, anche a causa degli ostacoli degli oromo, questo tentativo si trasformò in tragedia: Immirù scese a Gore per cercare rinforzi, ma venne fermato sulla riva settentrionale del fiume Gojeb il 19 dicembre 1936 dagli italiani, a cui dovette arrendersi. Poco dopo l'organizzazione dei Leoni neri collassò e molti dei suoi membri vennero imprigionati, uccisi o deportati successivamente all'attentato di Graziani. Alamawarq Bayyana venne imprigionato nel carcere di Addis Abeba, dove venne destinato all'infermeria. Yilma Deressa venne deportato a Ponza, in Italia, insieme al ras Immirù. Nonostante l'amnistia inizialmente concessa dopo l'eccidio di Lechemti, George Herouy e Kifle Nasibu vennero uccisi.